# NGC 1065
NGC 1065 est une galaxie lenticulaire située dans la constellation de la Baleine. NGC 1065 a été découverte par l'astronome américain Lewis Swift en 1886.

## Caractéristiques
Sa vitesse par rapport au fond diffus cosmologique est de 7 191 ± 34 km/s, ce qui correspond à une distance de Hubble de 106,1 ± 7,4 Mpc (∼346 millions d'al).